# Peter Meyer (Politiker, 1963)

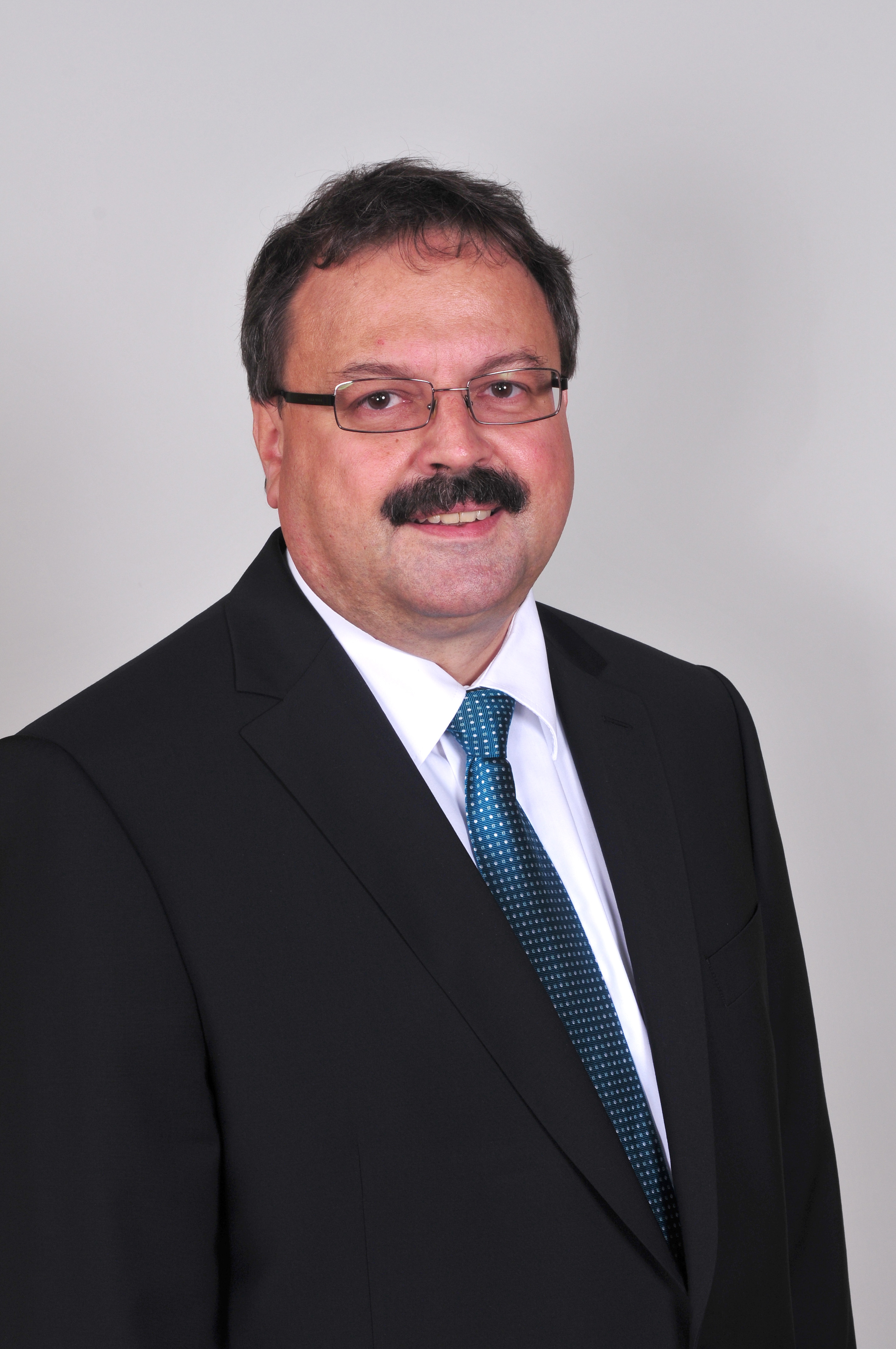
Peter Meyer, 2012

Peter Meyer (* 25. April 1963 in Wunsiedel) ist ein deutscher Kommunal- und Landespolitiker (Freie Wähler). Meyer war III. Vizepräsident des Bayerischen Landtags und von 2008 bis 2018 Mitglied der Landtagsfraktion der Freien Wähler.

## Berufliches und Privates
Nach dem Abitur am Gymnasium Wunsiedel 1982 leistete er seinen Grundwehrdienst in Regensburg ab und studierte ab 1983 Jura an der Universität Bayreuth. 1991 schloss er mit dem II. juristischen Staatsexamen die juristische Ausbildung ab. 
Er arbeitete zunächst von 1991 bis 1992 als Richter am Amtsgericht Kronach, dann von 1992 bis 1993 bei der Regierung von Oberfranken, 1994 bis 1996 bei der Landesanwaltschaft Bayreuth, anschließend von 1997 bis 2001 beim Landratsamt Forchheim und von 2001 bis 2008 wieder bei der Regierung von Oberfranken.
Er ist verheiratet und hat drei Kinder.

## Politische Karriere
Bei der Landtagswahl 2008 wurde er über die Bezirksliste Oberfranken in den Bayerischen Landtag gewählt. Die Wiederwahl erfolgte 2013 ebenfalls über die Bezirksliste Oberfranken. Vom 20. Oktober 2008 bis zu seinem Ausscheiden aus dem Landtag war er III. Vizepräsident des Bayerischen Landtags. Im Februar 2016 wurde er zum stellvertretenden Vorsitzenden des Ausschusses für Fragen des öffentlichen Dienstes bestellt.
Mitglied im Gemeinderat Hummeltal ist Meyer seit Mai 2008, dem Kreistag von Bayreuth gehörte er von Mai 2014 bis April 2020 an.

## Ehrenämter
Meyer ist Mitglied der Landessynode der Evangelisch-Lutherischen Kirche in Bayern und kirchenpolitischer Sprecher. Er ist Mitglied in Prüfungsausschüssen der Industrie- und Handelskammer, im Prüfungsausschuss für Fahrlehrer in Bayern und außerdem im Bildungswerk für Kommunalpolitik Bayern in Thurnau tätig.

## Ehrungen
- 2018: Bayerischen Verdienstorden.[1]